# Georg Friedlaender
Georg Friedlaender (* 24. April 1843 in Berlin; † 23. Juli 1914 in Schmiedeberg) war ein deutscher Jurist und Amtsrichter, bekannt auch als Freund und Briefpartner des Schriftstellers Theodor Fontane.

## Leben
Georg Friedlaender wurde am 24. April 1843 als Sohn des preußischen Beamten Gottlieb Friedlaender (1805–1878), der als königlicher Bibliothekar und Archivar tätig war, und dessen Ehefrau Elisabeth, geb. Mendheim in Berlin geboren. Sein Großvater war der bedeutende Autographen- und Münzsammler Benoni Friedlaender (1773–1858); sein Urgroßvater war der Reformschriftsteller des Berliner Judentums David Friedländer (1750–1834).
Georg Friedländer wuchs in Berlin im Gebäude der Kriegsschule, Burgstraße 49, auf, in der seine Eltern ihre Wohnung hatten. Er besuchte das Französische Gymnasium in Berlin, legte hier die Abiturprüfung ab und studierte anschließend an der Berliner Friedrich-Wilhelms-Universität Jura. Sein Studium wurde 1866 durch den Deutsch-Deutschen Krieg unterbrochen, an dem er als Soldat auf preußischer Seite, u. a. an der Schlacht bei Königgrätz, teilnahm. Nach Abschluss seines Studiums absolvierte er seinen juristischen Vorbereitungsdienst, zunächst in Schmiedeberg im Riesengebirge. Im Deutsch-Französischen Krieg 1870/71 kämpfte er als Leutnant wieder in der preußischen Armee. Nach der Schlacht von Vionville wurde er zur kämpfenden Truppe versetzt. Unter Typhusverdacht geraten, entließ man ihn in die Heimat, wo er sein Doktor-Examen ablegte. Seine weitere Vorbereitungszeit im Justizdienst beendete Friedlaender in Hirschberg. 1877 wurde er an das Kreisgericht in Bromberg in der preußischen Provinz Posen versetzt. Nach zweijährigem Dienst bei der dortigen Staatsanwaltschaft erhielt er die Ernennung zum Amtsrichter in Schmiedeberg.
Die Familie Georg Friedlaender besaß und bewohnte außerhalb der geschlossenen Ortsbebauung von Schmiedeberg ein größeres Wohnhaus mit Garten. Ihr Anwesen lag an der Ruhberger Straße (Haus Nr. 2). Der Amtsgerichtsrat Friedlaender hatte regen gesellschaftlichen Verkehr in Familien des Adels und gehobenen Bürgertums, die entweder im Hirschberger Tal ansässig waren oder zur „Sommerfrische“ erschienen – so auch der Schriftsteller Theodor Fontane (1819–1898). 1884 lernten sich beide kennen und es erwuchs daraus – trotz ihres Altersunterschiedes von 24 Jahren – ein intensiver Briefwechsel, in dem sich Fontane sehr offen über alles, was ihn bewegte, äußerte. Leider sind die Gegenbriefe Friedlaenders nicht enthalten; Fontanes Witwe Emilie hielt diese nicht des Aufbewahrens für würdig und verbrannte sie nach dem Tode ihres Gatten. Fontane bestärkte Friedlaender, an dem er das erzählerische Talent schätzte, dessen Erinnerungen an die Teilnahme am Deutsch-Französischen Krieg aus dem Jahr 1870 schriftlich zu fixieren und als Buch zu veröffentlichen. Fontane unterstützte Friedlaender auch bei der Suche nach einem Verleger; nach einigen gescheiterten Versuchen wurde das Buch schließlich 1886 von Fontanes damaligem Hauptverleger, Wilhelm Hertz, in dessen Besserscher Buchhandlung in Berlin unter dem Titel Aus den Kriegstagen 1870 veröffentlicht. Das Buch führte jedoch auch zu Konflikten mit Militärs; besonders der General der Infanterie Georg Otto von Wulffen, im Krieg 1870/71 noch Oberst, hatte an einer (völlig harmlosen) Stelle Anstoß genommen. Über den Ausgang des „Ehrengerichtsverfahrens“ ergeben sich aus den Briefen Fontanes nur Spekulationen; wahrscheinlich verlor Friedlaender daraufhin aber seinen Status als Reserveoffizier. Die sich über die Jahre der Korrespondenz und gegenseitiger Besuche sowie gemeinsamer Erholungsreisen entwickelnde Freundschaft zwischen Georg Friedlaender und Theodor Fontane fand mit dessen Tod 1898 ihr Ende.
Friedlaender, jüdischer Abstammung, aber christlichen Glaubens, wollte für seinen Sohn Hans in der Atmosphäre des zunehmenden Antisemitismus im deutschen Kaiserreich eine Namensänderung bewirken, um dessen Stigmatisierung durch den jüdischen Familiennamen, unter der auch er selbst jahrelang zu leiden hatte, zu vermeiden. Er richtete deshalb 1904 an den Chef des Preußischen Heroldsamtes, Hans von Borwitz, entsprechende Anfragen, scheiterte jedoch an der überwiegend antisemitisch eingestellten preußischen Bürokratie.
Georg Friedlaender lebte, auch nach seiner Pensionierung als Amtsgerichtsrat, in seinem Schmiedeberger Haus bis zu seinem Tode am 23. Juli 1914.

## Familie
Noch während seines juristischen Vorbereitungsdienstes in Hirschberg lernte Friedlaender seine spätere Ehefrau Elisabeth Tillgner (1854–1919) kennen, die Tochter des Landwirts und Juristen Heinrich Tillgner, der als Güterverwalter im Dienst des Fürsten Hohenlohe stand. Aus der Ehe Georg Friedlaenders mit Elisabeth geb. Tillgner gingen zwei Kinder hervor, Elisabeth, gen. „Lütti“ (1877–1952), spätere Johanniter-Schwester, und der Sohn Hans (1882–1948), später Rechtsanwalt in Berlin. 
Georg Friedlaenders Schwester Elisabeth war verheiratet mit dem Regierungsassessor Richard Korn († 1871); ihr Sohn Rudolf war später Justitiar der Friedrich Krupp AG.

## Ehrungen
Für seine Tapferkeit in einem Gefecht des Deutsch-Französischen Krieges 1870/71 bei Orleans wurde Georg Friedlaender 1870 das Eiserne Kreuz verliehen.

## Veröffentlichungen
- Der Rückfall im gemeinen deutschen Recht. I. Die Entwickelung der Lehre mit Einschluß der Carolina. Puttkamer & Mühlbrecht, Berlin 1872. Digitalisat MDZ
- Aus den Kriegstagen 1870. Hertz, Berlin 1886. Digitalisat Deutsche digitale Bibliothek